# 15358 Kintner
15358 Kintner eller 1995 FM8 är en asteroid i huvudbältet som upptäcktes den 26 mars 1995 av Spacewatch vid Kitt Peak-observatoriet. Den är uppkallad efter Paul Kintner.
Asteroiden har en diameter på ungefär 9 kilometer.